# Гней Доміцій Агенобарб (консул 32 року до н. е.)
Гней Доміцій Агенобарб (70 — 31 роки до н. е.) — політичний та військовий діяч Римської республіки.

## Життєпис

### Війна з Цезарем
Походив із впливового плебейського роду Доміціїв. Син Луція Доміція Агенобарба, консула 54 року до н. е., та Порції. У 50 році до н. е. залучив до суду Гнея Сатурніна з особистої ворожнечі, так як той перешкодив обрання батька Агенобарба авгуром.
Брав участь у громадянській війні поміж Гаєм Цезарем та Гнеєм Помпеєм на боці останнього. У 49 році до н. е. разом зі своїм батьком перебував у Корфініі, після здачі якої потрапив у полон до Цезаря, але був ним відпущений. Після цього вирушив до матері у Неаполь, а звідти у військовий табір Помпея в Епірі. У 46 році до н. е. Доміцій отримав прощення від Цезаря і повернувся до Італії.

### Боротьба із триумвірами
Після вбивства Цезаря в березні 44 року до н. е. приєднався до республіканців. Влітку 44 року до н. е. займався підготовкою флоту для Брута й Кассія, вже взимку 44—43 років до н. е. в Македонії схилив частину кінноти Долабелли перейти на бік Брута. У 43 році до н. е. служив в Македонії під проводом Брута. Гней Доміцій бажав отримати місце у колегії понтифіків, але вибори були відкладені на наступний рік. Однак Агенобарб вже не зміг у них брати участь, тому що в серпні 43 року до н. е. був оголошений ворогом держави за Педієвим законом, попри те, що не входив до числа вбивць Цезаря. Продовжив воювати на боці республіканців й у 42 році до н. е. на чолі флоту з 50 кораблів був спрямований Кассієм до Адріатичного моря. Там спільно з Луцієм Стацієм Мурком перешкоджав підвозу провіанту для армії тріумвірів і знищив флот Доміція Кальвіна. На честь перемоги прийняв титул імператора і випустив золоті монети.
Після поразки республіканців у битві під Філіпами Доміцій деякий час продовжував чинити опір тріумвірам та руйнував берега Італії, також здійснив напад на м. Брундізій. У 40 році до н. е. Азіній Полліон переконав Агенобарба добровільно здатися Антонію, а Антоній, укладаючи Брундізійский мир з Октавіаном, домігся відновлення Агенобарба у правах. Після цього Антоній призначив Агенобарба проконсулом Віфінії та Понта.

### На боці Марка Антонія
У 37 році до н. е. син Агенобарба — Луцій — був заручений з донькою Марка Антонія. У 36 році до н. е. Агенобарб брав участь у парфянському поході Антонія. У 35 році до н. е. привів загін у провінцію Азію за викликом її намісника Фурнія, яка побоюється заколоту з боку Секста Помпея. Останній мав намір взяти Агенобарба у заручники за допомогою його наближеного Курія, однак зазнав невдачі. У 32 році до н. е. Агенобарб займав стає консулом (разом з Гаєм Сосієм). На цій посаді відкрито підтримував Марка Антонія, чим суттєво погіршив взаємини з Октавіаном. Почався обмін взаємними звинуваченнями, і після того, як Октавіан пообіцяв документально підтвердити свої претензії до Антонія, Агенобарб, Сосій та 300 лояльних Антонію сенаторів залишили Рим.
На Сході Агенобарб отримав від Антонія посаду легата, командував флотом. Намагався переконати Антонія відіслати Клеопатру до Єгипту, але не досяг успіху. Володів великим авторитетом і популярністю, так що прихильники Антонія, незадоволені політикою свого лідера, пропонували йому верховну владу. Агенобарб не прийняв пропозиції, однак і не залишився лояльний Антонія, а перейшов на бік Октавіана. Через кілька днів після цього Агенобарб помер від хвороби.

## Родина
1. Дружина — Емілія Лепіда
Діти:
- Луцій Доміцій Агенобарб, консул 16 року до н. е.

2. Дружина — Манлія
Дітей не було